# Хонтјанске Тјесаре
Хонтјанске Тјесаре (слч. Hontianske Tesáre) насељено је мјесто са административним статусом сеоске општине (слч. obec) у округу Крупина, у Банскобистричком крају, Словачка Република.

## Становништво
| Година:    | 1994. | 2004.   | 2014.   | 2024.   |
| ---------- | ----- | ------- | ------- | ------- |
| Број људи: | 818   | 899     | 940     | 868     |
| Разлика:   |       | +9,90 % | +4,56 % | -7,65 % |

| Година:    | 2023. | 2024.   |
| ---------- | ----- | ------- |
| Број људи: | 871   | 868     |
| Разлика:   |       | -0,34 % |

Према подацима о броју становника из 2024. године насеље је имало 868 становника.